# 자궁중격
자궁중격(Uterine septum)은 자궁이 발생하는 과정에서 뮐러관이 가운데 부분만 합쳐지지 않아서 중간에 벽이 있는 증상을 말한다. 태아가 성장할 공간이 줄어들기 때문에 유산의 원인이 될 수 있다. 자궁사이막이라고도 한다.

## 치료법
질을 통해 수술기구를 밀어 넣어 중격을 제거하는 수술을 할 수 있다.

## 같이 보기
- 자궁 기형